# Lee JiHyeon
Lee JiHyeon est une autrice-illustratrice sud-coréenne de livres pour la jeunesse.

## Biographie
Lee JiHyeon est née à Séoul en 1981. Son premier album, La piscine (original : suyeongjang) a été traduit et publié dans plusieurs pays. Pour cet album, elle a remporté la médaille d’or de l’année 2015 de la Société américaine des Illustrateurs à l’exposition Original Art. Cet ouvrage a également été sélectionné pour le « Meilleur livre de l’année 2015 » de la National Public Radio, le « Remarquable livre pour enfants de l’année 2015 » du New York Times et le « Meilleur livre traduit de l’année 2016 » de IBBY-Suède. Sorti en 2017, l’album La porte (original : mun) a été publié aux États-Unis, en Italie et en Chine. Ce livre d’images a été retenu pour « Les livres les plus étonnamment non conventionnels de l’année 2018 par la Revue des bibliothèques d’école (SLJ) et pour Silent Books 2019 de l’Union internationale pour les livres de jeunesse.

## Œuvres

### Autrice-illustratrice
- La dernière île (original : majimak seom), Changbi (Corée du Sud), 2021,  (ISBN 978-8936455651)
- L’ultima isola, Orecchio Acerbo (Italie), 2023,  (ISBN 979-1255070184)
- Une maison étrange (original : isanghan jip), Iyagikot Publishing, 2018,  (ISBN 978-8998751326)
- La porte (original : mun), Iyagikot Publishing (Corée du Sud), 2017,  (ISBN 978-8998751203)
- 神奇的门, 外语教学与研究出版社 (Chine), 2019  (ISBN 978-7521312157)
- La porta, Orecchio Acerbo (Italie), 2018,  (ISBN 978-8899064846)
- Door, Chronicle Books (États-Unis), 2018,  (ISBN 978-1452171425)
- La piscine (original : suyeongjang), Iyagikot Publishing (Corée du Sud), 2013,  (ISBN 978-8998751029)
- A Piscina, Orfeu Negro (Portugal), 2019,  (ISBN 978-9898868497)
- 泳池奇遇, 外语教学与研究出版社 (Chine), 2019,  (ISBN 978-7521312140)
- 你們吵吧, 我只想靜靜的欣賞 (奧林文化, Taïwan), 2019,  (ISBN 978-9869768221)
- La piscine, Kaléidoscope (France), 2016,  (ISBN 978-2877678803)
- Simbassängen, Bokforlaget Mirando (Suède), 2016,  (ISBN 978-9198330304)
- Pool, Chronicle Books (États-Unis), 2015,  (ISBN 978-1452142944)
- La piscina, Orecchio Acerbo (Italie), 2015,  (ISBN 978-8899064075)
- La piscina, Barbara Fiore Editora (Espagne), 2014,  (ISBN 978-8415208501)

### Illustratrice
- Adieu, papi (original : annyeong, naui habi), texte de Oh Mi-kyung, Kids-M (Corée du Sud), 2023,  (ISBN 979-1157856299)
- Un homme en plastique (original : peullaseutik ingan), texte de Ahn Soo-min, Kookmin Books (Corée du Sud), 2021,  (ISBN 978-8911129058)
- Mur (original : byeok), texte de Park Chae-ran, Ggoomgyo Publishing (Corée du Sud), 2017,  (ISBN 979-1185928142)
- Mia au Pays imaginaire (original : nebeoraendeu mia), texte de Kim Gi-jung, Sigong Junior (Corée du Sud), 2015,  (ISBN 978-8952780942)

## Prix et distinctions
- 2019 : Prix du meilleur illustrateur étranger au Festival de BD d’Amadora au Portugal, pour La piscine (original : suyeongjang)
- 2019 : Sélection pour Silent Books de l'Union internationale pour les livres de jeunesse (IBBY), pour La porte (original : mun)[6]
- 2018 : Sélection pour « Les livres les plus étonnamment non conventionnels de l’année 2018 » par la revue des bibliothèques d’école (SLJ), pour La porte (original : mun)[7]
- 2016 : « Meilleur livre traduit de l’année 2016 » de IBBY-Suède pour La piscine (original : suyeongjang)[8]
- 2015 : « Remarquable livre pour enfants de l’année 2015 » du New York Times, pour La piscine (original : suyeongjang)[9]
- 2015 : Sélection pour le « Meilleur livre de l’année 2015 » de NPR (National Public Radio), pour La piscine (original : suyeongjang)[10]
- 2015 : Retenue pour la « sélection de Junior Library Guild 2015 », pour La piscine (original : suyeongjang)[11]
- 2015 : Médaille d’or de l’année 2015 de la Société américaine des Illustrateurs à l’exposition Original Art, pour La piscine (original : suyeongjang)[12]